# 雄巴乡 (革吉县)
雄巴乡，是中华人民共和国西藏自治区阿里地区革吉县下辖的一个乡镇级行政单位。

## 行政区划
雄巴乡下辖以下地区：
多仁村、加吾村、巴措村和结克村。